# Nick Veasey
Nick Veasey és un fotògraf britànic que treballa principalment amb imatges creades a partir d'imatges de raigs X. Algunes de les seves obres són retocades fotogràficament amb Photoshop. Per això treballa amb artistes digitals per realitzar les seves creacions. Ha creat centenars d'imatges amb aquesta tècnica fotografiant tota mena d'objectes i personatges icònics, com Marilyn Monroe, Michael Jackson o James Bond.

## Biografia
Nascut a Londres el 1962, va treballar en les indústries de la publicitat i el disseny i va continuar treballant en fotografia permanent convencional abans de ser convidat a fer una radiografia de raigs X per a un programa de televisió. Veasey també va fer una radiografia amb les sabates que portava aquell dia i, després de mostrar la imatge acabada a un director d'art, es va galvanitzar per la resposta que va provocar.
Viu a prop de Maidstone, Anglaterra. El seu treball ha aparegut en nombroses campanyes publicitàries internacionals i en els productes i embalatges adornats a tot el món, especialment l'enginyeria tèxtil Lenor/Downy i la Creative Suite d'Adobe.
El 2009 s'inicià una important exposició de les seves obres a Maddox Fine Arts a Mayfair, Londres. Les obres d'art també s'exhibeixen a galeries internacionals, amb exposicions al 2018 a Europa, Amèrica del Nord i Àsia. Exposa la seva obra en una galeria a Kent, Anglaterra. Els visitants poden entrar al taller i veure com treballa en directe.
La primera col·lecció d'imatges de Veasey es va compaginar en format dur: X-Ray: See Through The World Around You va ser llançat per Carlton/Goodman al Regne Unit i Penguin a Amèrica del Nord. El llibre recull imatges captades durant un període de 13 anys d'experimentació amb imatges i equips de rajos X.

## Fotografia
L'artista considera que aquesta col·lecció és una declaració contra la superficialitat i una invitació a replantejar-se la percepció que tenim de la realitat.Tal com declara a la seva pàgina web: "Vivim en un món obsessionat amb la imatge. El que ens sembla, el que ens sembla la nostra roba, cases, cotxes ... M'agrada contrarestar aquesta obsessió amb aspecte superficial mitjançant l'ús de raigs X per retirar les capes i mostrar com és a sota de la superfície. Sovint la bellesa integral afegeix intrigues als familiars. Tots fem suposicions basades en els aspectes visuals externs del que ens envolta i ens sentim atrets per persones i formes que són estèticament agradables. M'agrada desafiar aquesta manera automàtica que reaccionem davant l'aparença física només fent ressaltar la bellesa interior, sovint sorprenent".
També ens fa reflexionar sobre com la societat està cada cop més controlada per la seguretat i la vigilància. Els controls d'aeroports o les entrades als tribunals són alguns exemples de llocs que revisen amb raigs X les nostres pertinences. Per a Veasey, poder crear art amb equips i tecnologia dissenyats per "limitar la nostra llibertat" és tota una font de felicitat.

## Premis
És el destinatari de nombrosos premis fotogràfics i de disseny, inclosos els IPA Lucie Awards, AOP, Graphis, Communication Arts, Applied Arts, PX3 i premis de la D&AD que també són nominats a l'IPA Lucie International Photographer of the Year 2008.
Afirma ser el responsable de realitzar possiblement el raig-x més llarg fins avui, un jet Boeing 777 de mida natural, que actualment resideix en un hangar a l'aeroport de Logan, Boston. La imatge va ser en gran part desacreditada com a raigs-X autèntics el 2009.